# 伊予鉄不動産
伊予鉄不動産（いよてつふどうさん）は、愛媛県松山市平和通一丁目にある伊予鉄グループの不動産会社。
不動産業を営むほか、松山市内でスポーツ施設やコンビニエンスストアを運営している。

## 主な事業
- 土地建物の売買仲介斡旋
- イヨテツスポーツセンターの管理運営
- ゴルフ練習場の管理運営等
- 坊っちゃん列車オリジナルグッズ販売
- コンビニエンスストアの運営

## 沿革
- 1962年（昭和37年）11月5日 - 伊予鉄会館内に会社設立。
- 1964年（昭和39年）11月 - 伊予鉄ボーリングセンター オープン。[1]
- 1966年（昭和41年）12月 - 伊予鉄スポーツセンター オープン。
- 1984年（昭和59年）2月 - 本社を伊予鉄西ビル内に移転。
- 2000年（平成12年）10月 -  伊予鉄道（現・伊予鉄グループ）より「いよてつゴルフガーデン」の管理運営業務受託開始。
- 2001年（平成13年）
  - 5月 -  伊予鉄道より「伊予鉄市駅西駐車場」の管理運営業務受託開始。
  - 10月 -  ショップ坊っちゃん列車、い〜ショップ市駅店・古町店オープン。
  - 10月 -  伊予鉄髙島屋より「大観覧車くるりん」の管理運営業務受託開始。
- 2006年（平成18年）10月1日 - 伊予鉄観光開発株式会社を合併。
- 2014年（平成26年）
  - 2月 -  い〜ショップ市駅店・古町店閉店。
  - 4月 -  セブン-イレブン いよてつ松山市駅店・いよてつ 松山古町駅店オープン。
- 2015年（平成27年）4月 -  セブン-イレブン いよてつ松山市駅店 2・3番ホーム出張所オープン[2]。
- 2016年（平成28年）3月 -  セブン-イレブン いよてついよ立花駅店オープン。
- 2017年（平成29年）12月26日 - 通販サイトをリニューアルし、「いよてつネットショップ」に改称。鉄道・バスの中古部品などマニア向け用品を取り扱うコーナー「IYOTETSUマニアショップ」を開設。
- 2020年（令和2年）6月30日 - セブン-イレブン いよてついよ立花駅店閉店。
- 2021年（令和3年）
  - セブン-イレブン いよてつ松山市駅店 2・3番ホーム出張所閉店。
  - 物品販売業務を終了。順拝用品の販売は伊予鉄トラベルお遍路ショップに、伊予鉄グッズおよびマニア向け用品の販売は伊予鉄会館に移管。